# Pseudodiploexochus vumbaensis
Pseudodiploexochus vumbaensis là một loài chân đều trong họ Armadillidae. Loài này được Barnard miêu tả khoa học năm 1949.